# 22型导弹快艇
22型导弹快艇（北約代號：紅稗級，英文：Houbei class）简称“22导快”或“22艇”，是中国人民解放军海军2004年起装备的一型飛彈快艇。22型导弹艇是全世界第一種採用高速穿浪式艇設計的导弹快艇，双体船形赋予了22型导弹快艇较好的稳定性，利于在風平浪靜的海上高速行进，但到大风浪中較不適，有翻覆的风险。22型导弹艇是特殊时期中国海军为了应急作战研制的应急装备。首制2208艇于2004年4月在上海求新造船厂下水。
根据中华人民共和国国家军用标准，“22型导弹快艇”是该型艇唯一标准名称，而流传较广的“022型导弹快艇”实为坊间误读。

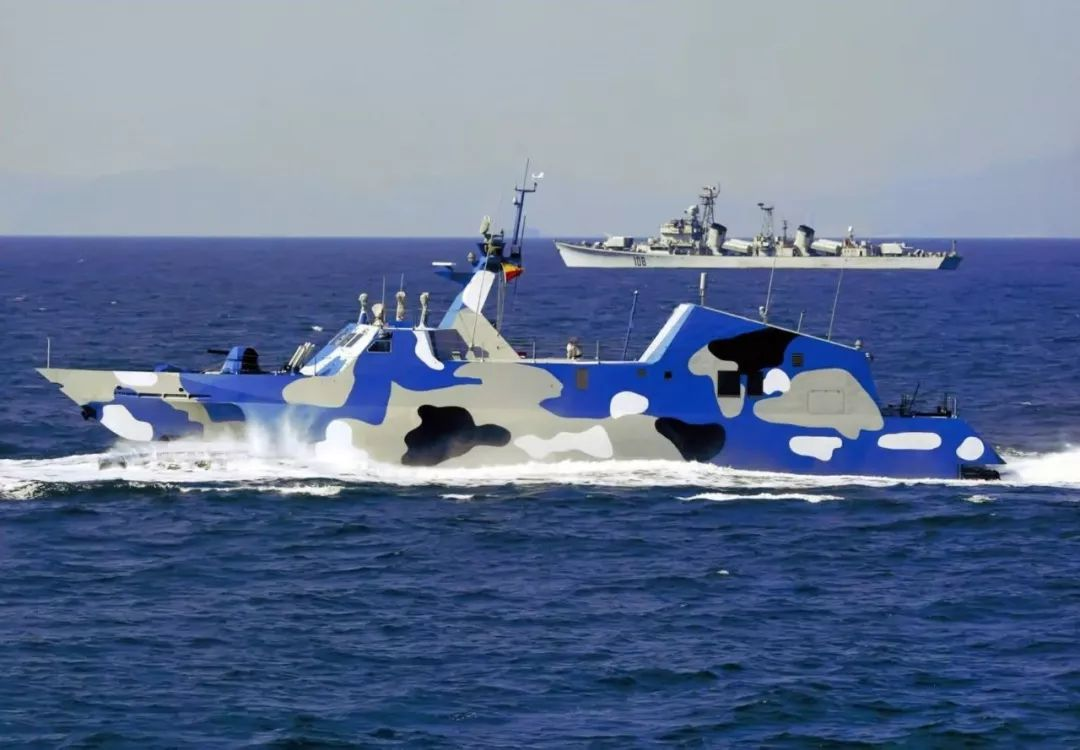
東海艦隊22型

## 簡介
22型导弹艇采用高速穿浪双体造型设计，两侧是由两个瘦削的深Ｖ型船体、其中间一个主船体构成，这种船型对高速时的阻力和耐波性的改进都非常有利。船体大量使用铝合金材料来减重。採用了低可偵測性技術，艦體外型多處經設計向內偏折的倾角，艇尾的反舰导弹发射装置藏于一体化的內置式彈艙，可弱化電磁波回波，使敵軍雷達偵測效果打折，就連駕駛室的窗戶邊緣亦有減低雷達波反射的設計。为了降低红外特征，将排烟口置于两个穿浪体之间的主船体下，排气与海水接触降低了排气温度。加上由白、薄灰、濃灰、藍等四色調和而成的海優塗裝降低光學辨識能力，整體具備相當程度的匿蹤化。但是在21世紀初中國造船業界並無雙體船實績，製造出此等新穎的軍艦也讓其他國家懷疑有技術支援；尽管在六四后被制裁，目前西方國家仍認為22型导弹快艇源自西方技术，比如22型的船體設計為澳洲Incat Crowther公司提供，為該公司開發的42公尺級雙體船改良而來，在22型导弹快艇建造時也被外界察覺有一些澳洲技師協助建造，但這些資訊目前解放軍並無正面回应。
22型导弹艇引擎則採用2具MTU製 16V 396 TE 74L型柴油機，與FlyingCat民用雙體船所用的主機型號相同，使用4具喷水推进器安装于两侧延伸艇体上，最高速度可達50節。由于使用了喷水推进器高速航行时产生的振动噪声低机动性高。
22型导弹艇的固定武裝除了艇首的一門研仿自AK-630近防炮的H/PJ-13型6管30毫米舰炮之外，艇尾的內置式反艦導彈艙装备有8枚鹰击83反舰导弹，是主要攻击手段。根據2228號艇演習發射导弹的影片，導彈控制台共有八組發射按鈕，證明22型艇最多可裝備8枚導彈。
在電子作戰系統上，22型导弹快艇除了在具匿蹤化設計的主桅上設有偵搜雷達和航海雷達外，在艦橋頂還設有光電射控系統。此外，22型导弹快艇還設有905型海军综合战术数据链系统，配合22型导弹快艇的匿蹤設計，使得22型导弹快艇在近岸作戰上有不小的威脅度。

## 使用
該艇是在1990年代，因為當時的情勢變化而立項的特殊產物，並在2004年就匆匆投入使用，當初22型导弹快艇在發現之初曾引起「是否為試驗艇」的疑問；但隨著后来中国各地造船廠建造的22型导弹快艇大量建造下水，已證明已擔負實戰運用。22型导弹快艇因为良好的隐形性能，可作为前期高速突击力量使用。但22型导弹艇的高速灵活、火力强、隐身等优点虽然突出，其任务单一性及所存在的航程近、自持力短，无法承担日常巡逻等任务问题也较为明显，變成担任一般性近海区域拒止任务
自2004年开始装备后，中华人民解放军海军经过10年多的发展，已经装备大量新型大型战舰，大批056型导弹护卫舰入役，傳統構型比較適合担负長時間海上巡逻警戒等日常任务。而2017年互联网上出现22型导弹艇停放在岸上船台的照片，开始流传被“封存”甚至“退役”的传闻，22型导弹艇的任务单一性被认为设计目标和船只维护已不符合海军的需要，所以被认为出现有减少服役和上岸封存的迹象，而且该型号也于2009年停产。
有分析认为，为了铝合金舰体腐蚀控制以及喷水式推进系统维护性，使舰艇保持原有的性能，把部分22型艇置于岸边船台，其实这是在岸上正常维护保养。
2021年4月，2艘22型导弹快艇出现在南海牛轭礁附近水域，驱赶此地的菲律宾民用船只，證明其還未退役，是其新用途。另一方面，隨著人工智能的進步，忠誠僚船作戰體系變得可能，也有要改裝成無人船團的說法。另外在2021年，海軍評論家薩頓（HI Sutton）利用購入商用公司的合成孔徑雷達探測衛星照片，已經可以發現該型艦艇，但軍事專家斥為炒作，中華戰略學會研究員張競指出，對雷達隱身分很多的層面，對移動的船體拍照難度要大很多，另即使是研究該海軍單位的部署狀態，他也指出應該結合後勤部隊動態來觀察才能得到有戰略價值的情報。

## 影視作品
- 2015年連續劇天生要完美中一艘22型导弹快艇做為特種作戰主角艦出現。

## 相似舰艇
- 光華六號飛彈快艇
- 沱江級巡邏艦
- 盾牌级导弹快艇